# Kabeya-Kamwanga
Kabeya-Kamwanga este un oraș în  provincia Kasai-Occidental, Republica Democrată Congo. În 2012 avea o populație de 31 408 de locuitori, iar în 2004 avea 25 636.